# A Good Elk
Pour plus de détails, voir Fiche technique et Distribution.
A Good Elk est un film américain réalisé par Charles Avery, sorti en 1918.

## Fiche technique
- Titre original : A Good Elk
- Réalisation : Charles Avery
- Photographie : O.G. Hill
- Société de production : Triangle Film Corporation
- Société de distribution : Triangle Distributing Corporation
- Pays d'origine :  États-Unis
- Langue originale : anglais
- Format : noir et blanc — 35 mm — 1,37:1 — Film muet
- Genre : Comédie
- Durée : 10 minutes (une bobine)
- Dates de sortie : États-Unis : 31 mars 1918
- Licence : Domaine public

## Distribution
- Joseph Belmont
- Ruth Langdon
- Gino Corrado
- Myrtle Reeves
- Arthur Moon
- Frank A. Bonn
- Marion Torrey